# Theo Buck
Theo Buck (* 3. Oktober 1930 in Tübingen; † 25. Oktober 2019 in Aachen) war ein deutscher Germanist.
Der emeritierte Professor an der RWTH Aachen hat sich vor allem durch seine Bücher zu Goethe, Georg Büchner und Paul Celan einen Namen gemacht. Weitere Schwerpunkte seiner Arbeit waren Forschungen zu Theodor Fontane, Georg Trakl, Ödön von Horváth, Bertolt Brecht, Uwe Johnson, Heiner Müller und Hans Joachim Schädlich.

## Leben
Nach dem Studium der Germanistik, Romanistik und Geschichte an der Universität Tübingen promovierte Buck dort 1957. Von 1958 bis 1963 übernahm er die Leitung der Volkshochschule Remscheid. In den 1960er Jahren arbeitete er für den Deutschen Akademischen Austauschdienst (DAAD) als Lektor in Kinshasa (Demokratische Republik Kongo) und in Besançon (Frankreich) sowie als Leiter der Programmabteilung am Goethe-Institut Paris.
Nach einem Lektorat an der Universität Toulouse folgten in den 1970er Jahren die Arbeit als Direktor des Heinrich-Heine-Hauses der Cité Universitaire in Paris und 1972 die Professur für Neuere Deutsche Literatur an der Universität Göttingen mit dem Schwerpunkt Literatur des 20. Jahrhunderts. 1979 wurde Buck zum Lehrstuhlinhaber für Neuere Deutsche Literatur an der RWTH Aachen berufen; er folgte damit 'Hans Schwerte' (der 1995 als Hans Ernst Schneider enttarnt wurde).
Seit 1996 war er emeritiert.
Im Rahmen von Gastprofessuren war Buck auch an den Universitäten Paris III (Sorbonne Nouvelle), Paris IV (Sorbonne), Paris X (Nanterre), der Universität Bologna, der Universität Antwerpen, der Hebrew University of Jerusalem, der Universität von São Paulo, der Chung-Ang-University in Seoul und am Middlebury College (Vermont/USA) tätig.
Für seine Verdienste um den intellektuellen deutsch-französischen Austausch wurde Buck vom französischen Staat mit dem „Ordre des Palmes Académiques“ ausgezeichnet.
Buck starb im Oktober 2019 im Alter von 89 Jahren. Postum erschien 2020 seine Biografie von Paul Celan.

## Werke (Auswahl)

### Monografien
- Die Entwicklung des deutschen Alexandriners. Dissertation, (masch.), Tübingen 1957.
- Brecht und Diderot oder Über Schwierigkeiten der Rationalität in Deutschland. Max Niemeyer Verlag, Tübingen 1971.
- Grammatik einer neuen Liebe. Anmerkungen zu Georg Büchners Marion-Figur. Rimbaud Verlag, Aachen 1986.
- Charaktere, Gestalten. Büchner-Studien I. Rimbaud Verlag, Aachen 1990.
- Muttersprache – Mördersprache. Celan-Studien I. Rimbaud Verlag, Aachen 1993.
- Bildersprache. Celan-Motive bei Anselm Kiefer und László Lakner. Celan-Studien II. Rimbaud Verlag, Aachen 1993.
- 'Schibboleth'. Konstellationen um Celan. Celan-Studien III. Rimbaud Verlag, Aachen 1995.
- Goethes 'Urworte. Orphisch' interpretiert und mit einer Dokumentation versehen. Peter Lang Verlag, Frankfurt a. M. 1996.
- Paul Celan 'Todesfuge' mit einem Kommentar. Rimbaud Verlag, Aachen 1999 (2. Auflage 2002).
- 'Riß in der Schöpfung'. Büchner-Studien II. Rimbaud Verlag, Aachen 2000.
- 'Mit entsichertem Herzhirn'. Celan-Studien IV. Rimbaud Verlag, Aachen 2000 (2. Auflage 2003).
- Vorschein der Apokalypse. Die Darstellung des Ersten Weltkriegs in Werken von Georg Trakl, Robert Musil und Karl Kraus. Stauffenburg Verlag, Tübingen 2001.
- Paul Celan 'Gespräch im Gebirg’ mit einem Kommentar (= Texte aus der Bukowina, Bd. 15). Rimbaud Verlag, Aachen 2002.
- Celan und Frankreich. Celan-Studien V. Rimbaud Verlag, Aachen 2002.
- 'Auf Atemwegen'. Celan-Studien VI. Rimbaud Verlag, Aachen 2004.
- Celan schreibt an Jünger. Zu einem Brief und den Reaktionen, die er auslöste. Celan-Studien VII. Rimbaud Verlag, Aachen 2005.
- Versuchte Nähe zu Goethe. 6 Vorträge. Verlag Erebodos, Heerlen 2005.
- 'Der Poet, der sich vollendet'. Goethes Lehr- und Wanderjahre. Böhlau Verlag, Köln, Weimar, Wien 2008.
- Streifzüge durch die Poesie. Von Klopstock bis Celan. Gedichte und Interpretationen. Böhlau Verlag Köln, Weimar, Wien 2010.
- 'Die Adler im Sumpf' oder Die missratene deutsche Einheit. Zu Heiner Müllers "Mommsens Block". Weidler Verlag, Berlin 2011.
- Goethes Monodrama ‚Proserpina‘. Eine Gesamtdeutung. Böhlau Verlag, Köln, Weimar, Wien 2012, ISBN 978-3-412-20867-7.
- Hans Joachim Schädlich. Leben zwischen Wirklichkeit und Fiktion. Böhlau Verlag, Köln, Weimar, Wien 2015, ISBN 978-3-412-22449-3.
- Goethes theatralische Sendung. Vom ‚Urgötz‘ zu ‚Faust II‘. Böhlau Verlag, Köln, Weimar, Wien 2015, ISBN 978-3-412-50191-4.
- Lenz und die Folgen. Von Goethe bis Celan. Weidler Verlag Berlin 2015. ISBN 978-3-89693-652-3
- Goethe und Frankreich. Böhlau Verlag Köln, Weimar, Wien. Vandenhoeck & Ruprecht Verlage 2018. ISBN 978-3-412-50078-8
- Géricaults "Floß der Medusa" 1819–2019: Entstehung – Wirkung – Rezeption. Verlag Königshausen & Neumann Würzburg 2019. ISBN 978-3-8260-6732-7
- Paul Celan (1920−1970). Ein jüdischer Dichter deutscher Sprache aus der Bukowina. Die Biographie., Böhlau, Köln 2020, ISBN 978-3-412-51956-8

### Editionen
- Franz Mehring. Anfänge der materialistischen Literaturbetrachtung in Deutschland. Zusammengestellt und eingeleitet von Theo Buck. Ernst Klett Verlag. Stuttgart 1973, ISBN 3-12-391100-4.
- Reihe: Literaturwissenschaft – Gesellschaftswissenschaft (= LGW) (zusammen mit Dietrich Steinbach, ab Band 46 auch mit Manfred Durzak), Ernst Klett Verlag, Stuttgart 1973–1985 (insgesamt sind 69 Bände erschienen).
- Reihe: Literarhistorische Untersuchungen. Verlag Peter Lang, Frankfurt a. M., Berlin, Bern, New York, Paris, Wien 1985–2003 (insgesamt sind 36 Bände erschienen).
- Positionen im deutschen Roman der sechziger Jahre (zusammen mit Heinz Ludwig Arnold) (= Edition Text + Kritik). Richard Boorberg Verlag, München 1974.
- Positionen des Erzählens. Analysen und Theorien zur deutschen Gegenwartsliteratur I (zusammen mit Heinz Ludwig Arnold) (= Beck'sche Schwarze Reihe, 140). Verlag C. H. Beck, München 1976.
- Positionen des Dramas. Analysen und Theorien zur deutschen Gegenwartsliteratur II (zusammen mit Heinz Ludwig Arnold) (= Beck'sche Schwarze Reihe, 163). Verlag C. H. Beck, München 1977.
- Interpretationen zu Bertolt Brecht. Parabel und episches Theater (= LGW 41.). Verlag Klett-Cotta, Stuttgart 1979 (2. Auflage 1983).
- Johann Wolfgang von Goethe: 'Geschichte Gottfriedens von Berlichingen mit der eisernen Hand dramatisirt', mit Materialien (= Editionen für den Literaturunterricht, hrsg. v. Dietrich Steinbach). Verlag Klett-Cotta, Stuttgart 1981 (3.A. 1993).
- Heiner Müller – Rückblicke, Perspektiven. Vorträge der Pariser Kolloquiums 1993 (zusammen mit Jean-Marie Valentin) (= Literarhistorische Untersuchungen, Bd. 25). Verlag Peter Lang, Frankfurt a. M. 1995
- Goethe-Handbuch. Bd. 1: Lyrik (Mithrsg.). Verlag J. B. Metzler, Stuttgart, Weimar 1996, unveränderte Sonderausgabe. Stuttgart, Weimar 2004.
- Goethe-Handbuch. Bd. 2: Dramen (verantw. Hrsg.). Verlag J. B. Metzler, Stuttgart, Weimar 1996, unveränderte Sonderausgabe. Stuttgart, Weimar 2004.
- Goethe-Handbuch. Bd. 3: Prosaschriften,  Bd. 4:  Personen, Sachen und Begriffe, Bd. 5: Chronologie, Bibliographie, Karten, Register (Mithrsg.) Verlag J. B. Metzler Stuttgart, Weimar 1997–1999, unveränderte Sonderausgabe: 2004.
- Hans Joachim Schädlich: Mechanik. Fritz (= RUB 18671). Verlag Philipp Reclam. Stuttgart 2009.